# Havastelep
Havastelep románul: Muntele Cacovei, falu Romániában, Erdélyben, Kolozs megyében.

## Fekvése
Aranyosivánfalva mellett fekvő település.

## Története
Havastelep (Kákovahavas) korábban Aranyosivánfalva része volt. 1956-ban vált külön 97 lakossal.
1966-ban 56, 1977-ben 267, 1992-ben 177, a 2002-es népszámláláskor 146 román lakosa volt.